# InVision

Ehemaliges Logo

Die InVision AG entwickelt und vertreibt seit 1995 Computerprogramme für den Personaleinsatz. Zur InVision-Gruppe gehören die Marken injixo – eine SaaS-Plattform (Software as a Service) mit Lösungen zur optimierten Personaleinsatzplanung (Workforce Management) für Callcenter –, The Call Center School – ein E-Learning-Angebot für Callcenter-Profis – und InVision WFM – eine Softwarelösung zum Workforce Management (WFM). Die InVision AG (IVX) hat ihren Hauptsitz in Düsseldorf, Nordrhein-Westfalen, und war vom 18. Juni 2007 bis zum 22. Februar 2024 an der Frankfurter Wertpapierbörse (ISIN DE0005859698) börsennotiert.

## Geschichte
Das Unternehmen wurde 1995 in Ratingen gegründet und spezialisierte sich ab 1997 auf Callcenter. 1999 begann die Internationalisierung mit der Gründung von Tochtergesellschaften. 2004 erfolgte die strategische Neuausrichtung auf unternehmensweites Workforce Management (Personaleinsatzplanung) und internationale Großkunden und im Jahr 2007 der Börsengang. 2011/2012 wurde das Geschäftsmodell auf Cloud Computing umgestellt. Seit 2015 befindet sich der Hauptsitz des Unternehmens im Bürogebäude Solitaire im Medienhafen in Düsseldorf.
Armand Zohari (Vorstand ohne Geschäftsbereich) schied zum 30. Juni 2018 aus dem Vorstand des Unternehmens aus.

## Konzernstruktur
Die InVision AG unterhält folgende ausländische Tochterunternehmen, an denen sie unmittelbar jeweils 100 % der Anteile hält:
- InVision Software Ltd., London, Vereinigtes Königreich
- InVision Software B.V., Utrecht, Niederlande
- InVision Software SAS, Paris, Frankreich
- InVision Software, Inc., IL, Vereinigte Staaten
- InVision Software AG, Zürich

## Produkte
InVision WFM dient der Personaleinsatzplanung und -optimierung sowie Analyse und Steuerung. Die webbasierte Software ist derzeit in zwölf Sprachen verfügbar. Personalplaner können mit der Anwendung die Arbeitszeiten mit dem tatsächlichen Bedarf und dessen Schwankungen in Einklang bringen.
Die Workforce-Management-Lösungen von InVision sind auch als Software as a Service (SaaS) verfügbar. Kunden können mit dem Cloud-basierten Produktangebot injixo gegen Zahlung einer monatlichen Nutzungsgebühr auf die Funktionalitäten über das Internet zugreifen.
Das Cloud- bzw. E-Learning-Angebot der Call Center School von InVision umfasst einen umfangreichen Trainingsplan für Mitarbeiter und Führungskräfte aus den unterschiedlichen Bereichen im Contactcenter sowie eine Lernplattform für die Bereitstellung umfassender Mitarbeiterschulungen.

## Unternehmensentwicklung
| Jahr | Umsatz (in Mio. €) | Konzernergebnis (in Mio. €) | Betriebsergebnis (EBIT) (in Mio. €) | Anzahl Mitarbeiter |
| ---- | ------------------ | --------------------------- | ----------------------------------- | ------------------ |
| 2004 | 6,25               | 0,75                        | 0,99                                | 85                 |
| 2005 | 6,38               | -1.24                       | -1,63                               | 109                |
| 2006 | 10,73              | 1,37                        | 1,95                                | 119                |
| 2007 | 15,88              | 2,61                        | 3,11                                | 174                |
| 2008 | 11,93              | -7,84                       | -8,87                               | 241                |
| 2009 | 11,97              | -4,72                       | -6,99                               | 203                |
| 2010 | 16,01              | 1,05                        | 1,05                                | 163                |
| 2011 | 12,38              | -7,49                       | -3,86                               | 166                |
| 2012 | 13,23              | 0,67                        | 0,82                                | 129                |
| 2013 | 13,56              | 1,73                        | 1,75                                | 118                |
| 2014 | 13,41              | 4,20                        | 4,12                                | 100                |
| 2015 | 12,71              | 2,16                        | 2,68                                | 88                 |
| 2016 | 12,43              | 2,32                        | 3,55                                | 106                |
| 2017 | 13,16              | 0,80                        | 1,36                                | 130                |
| 2018 | 13,07              | -0,20                       | 0,23                                | 115                |
| 2019 | 12,62              | 2,94                        | 0,98                                | 107                |
| 2020 | 12,75              | 0,29                        | 1,34                                | 113                |

Quellen